# Korvpalliklubi Tallinna Kalev
Il Tallinna Kalev è una società cestistica avente sede nella città di Tallinn, in Estonia. Fondata nel 1991, gioca nel campionato estone. Nella stagione 2010-11, in seguito alla fusione con il TTÜ KK dettero vita al TTÜ/Kalev, ma dopo una sola stagione, le due squadre si divisero e ritornarono ad avere ciascuna vita autonoma.

## Palmarès
- Campionato estone: 1

1993-94
- Coppa di Estonia: 1

2001